# Alte Stadtkirche (Schopfheim)

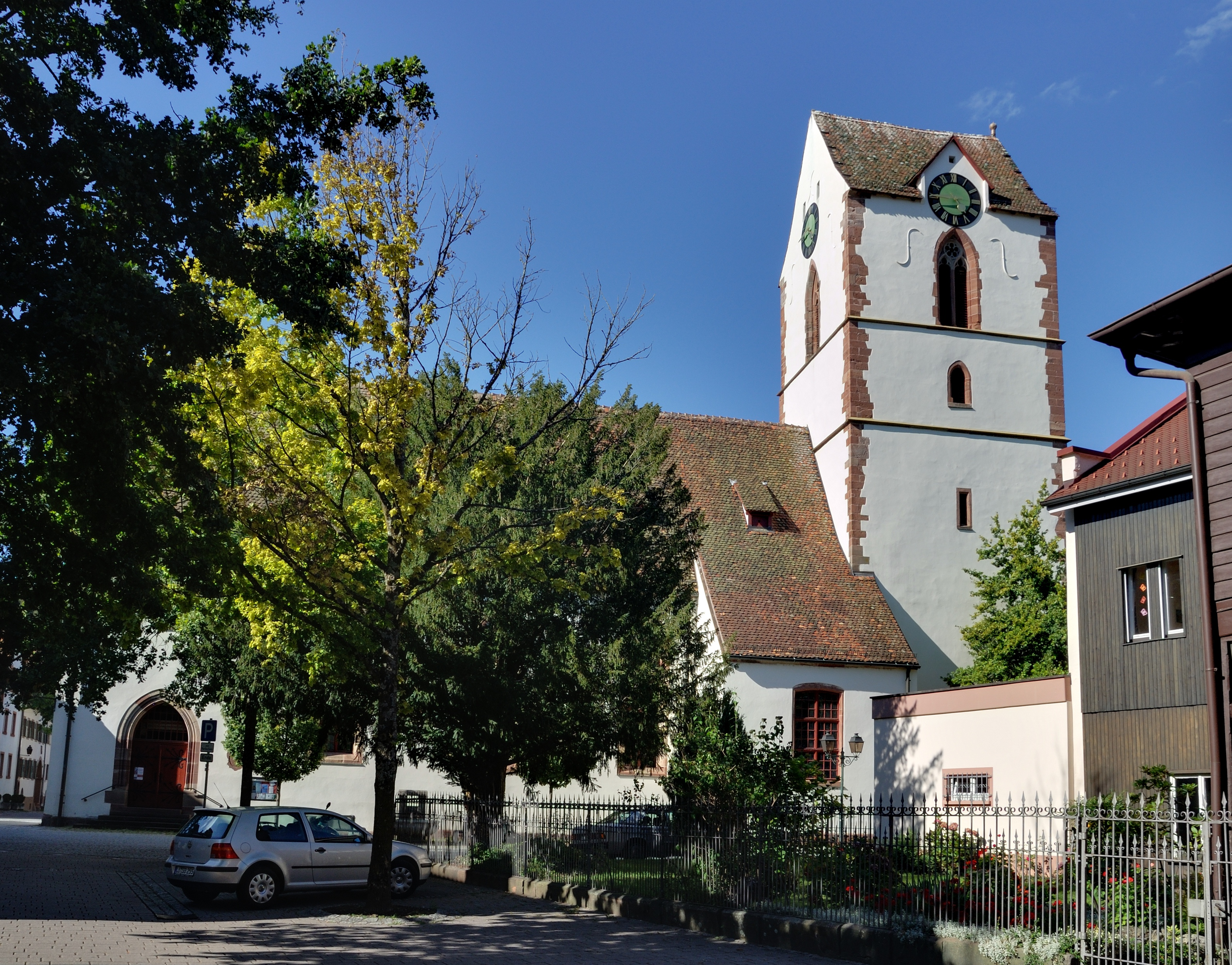
Alte Stadtkirche

Die Alte Stadtkirche St. Michael der Stadt Schopfheim im Landkreis Lörrach wurde vornehmlich im 15. Jahrhundert erbaut. Ausgrabungen förderten jedoch Grundmauern einer romanischen Kirche aus der Karolingerzeit zutage. Von 1892 an diente das Bauwerk zeitweise nicht als Kirche. Zwischen 1956 und 1975 beherbergte es das Heimatmuseum und war im Anschluss oft Veranstaltungsort für kulturelle und feierliche Ereignisse. Inzwischen werden vereinzelt auch wieder Gottesdienste abgehalten. Das Patrozinium des heiligen Michael ist ein Beleg für die frühe Zeit der fränkischen Missionierung. Obwohl in spätgotischer Zeit erbaut wirkt das kubische Langhaus mit seinem wehrhaften und massiven Turm eher romanisch und erweist sich als typischer Vertreter des Markgräfler Kirchenbautyps. Die Wandmalereien im Chor stammen aus der Zeit um 1300, die in der Nordkapelle aus dem 15. Jahrhundert.

## Geschichte

### Vorgeschichte und Ursprünge
Ausgrabungsarbeiten in den Jahren 1920 bis 1921 förderten eine auffällige Längsstreckung der Grundmauern sowie alemannische Gräber zutage. Diese Bauweise ist mit Bauwerken vergleichbar, die zwischen dem 7. bis 9. Jahrhundert üblich war. Ein urkundlicher Nachweis dieser romanischen Kirche fehlt allerdings, die erste schriftliche Erwähnung Schopfheims geht auf das Jahr 807 zurück. Ein Priester im Ort wird erstmals 1130 im Zusammenhang mit einem Streit in Liel erwähnt, bei dem er als Schlichter auftrat.
Mitte des 12 bis Ende des 13. Jahrhunderts wurde die Kirche erheblich umgebaut. So ersetzte unter anderem ein quadratischer Turm die Ostapsis, in dessen Turmhalle der Chor eingerichtet wurde. Ob dabei ein Brand um 1250 oder die wachsende Bedeutung der damals jungen Stadt, die im Mittelpunkt des Herrschaftsgebietes der Herren von Rötteln und später der Markgrafen von Rötteln-Sausenberg stand, zur Vergrößerung geführt hat, ist unbekannt. Da sich die Kirche an der ebenfalls zu dieser Zeit errichteten Stadtmauer befand und eine Wendeltreppe angeschlossen war, erfüllte er möglicherweise die zusätzliche Funktion als Wachturm. Der Turm weist Holzstämme aus den Jahren 1355 und 1422 auf und ist damit der älteste erhaltene Baukörper des Gotteshauses.

### Umbau im 15. Jahrhundert

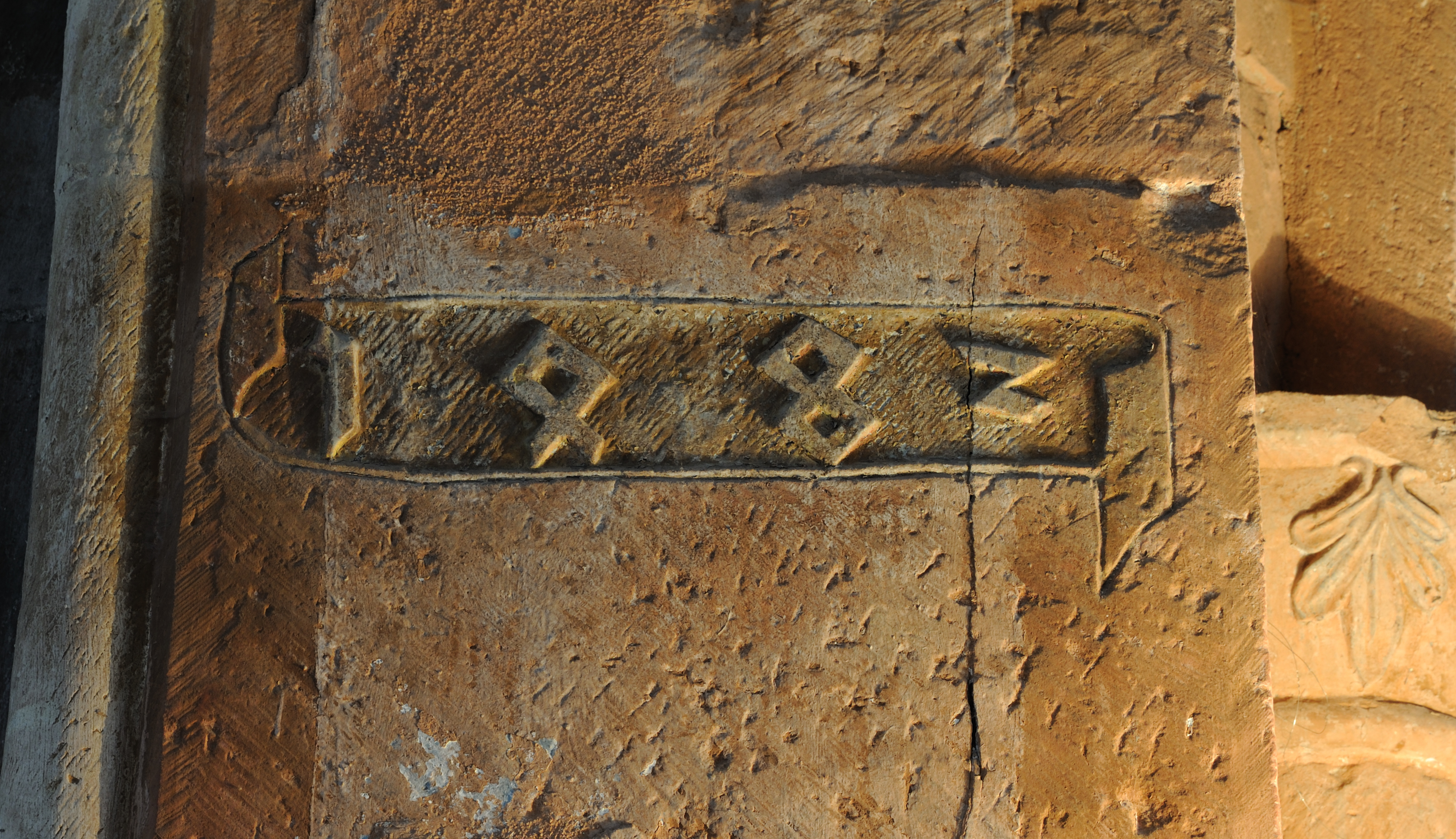
Jahreszahl 1482 am Triumphbogen

Im 15. Jahrhundert wurde die Kirche um die sogenannte Dreikönigskapelle, auch Höcklinkapelle genannt, erweitert. Sie diente dem Adelsgeschlecht Höcklin von Steineck als Grablege. Durch den späteren Erweiterungsbau des Langhauses wurde die Nord- und Westwand hinausgerückt während man die Südwand beließ. Damit lagen Turm und Langhaus nicht mehr in einer Achse. An den Längsseiten wies das Langhaus je drei spitzbogige Maßwerk fenster auf. Aus dieser Umbauzeit stammen auch die Pforten der Südkapelle und Sakristei sowie die Maßwerkrose. Die Neugestaltung war entweder Folge der Beschädigungen durch das Basler Erdbeben 1356 oder des Stadtbrandes 1412 notwendig geworden. Das erhaltene spätgotische Netzgewölbe wurde in der zweiten Hälfte des 15. Jahrhunderts gefertigt, sie tragen – teilweise in Spiegelschrift – die Jahreszahlen 1479 und 1482. Auch die Fresken stammen aus diesem Jahrhundert. Als Maler wird der Basler Hans Stocker vermutet, dessen Wirken im Ort für das Jahr 1444 nachgewiesen ist und zum Kreis um Konrad Witz zugeordnet wird. Mit dem Schlussjahr 1482 erhielt die Kirche ihr bis heute erhaltenes Aussehen; spätere bauliche Veränderungen fielen vergleichsweise geringfügig aus.

### Seit dem 17. Jahrhundert
Im 17. Jahrhundert wurde nach einer großen Pestepidemie eine Empore an der Nordwand eingebracht; einer der Pfosten trägt die Jahreszahl 1619. Dieser wurde 1938 bei Versetzung der Empore an die Westwand beibehalten. Im Zuge der Reformation im Markgräflerland wurden Malereien übertüncht und die Nebenaltäre beseitigt. Die Pforte der Höcklinkapelle wurde eingebrochen und die vermauerte Tür erhielt Renaissance-Ornamente. Mit dem Einbau der Orgel 1768 auf der Empore errichtete man eine weitere, etwas zurück versetzt über der bereits vorhanden, um die verlorenen gegangenen Sitzplätze auszugleichen. Trotzdem blieben die Platzverhältnisse knapp. In den Jahren 1811 bis 1812 entfernte man das Maßwerk der Fenster, um die Lichtverhältnisse im Kircheninneren zu verbessern. Da durch den gestiegenen Bedarf 1835 bereits 400 Plätze fehlten, reichte man 1837 einen Antrag zur Vergrößerung ein.
In den folgenden Jahrzehnten erwog man sowohl den Um- als auch den Neubau des Gotteshauses. Da es zu keiner Entscheid kam, fragte 1876 die Katholische Stiftungskommission an, ob die evangelische Kirche bereit wäre, die zu klein gewordene Kirche der kleineren katholische Gemeinde zu verkaufen. Der Evangelische Oberkirchenrat konnte sich zu einem Verkauf jedoch nicht durchringen, da mit einem baldigen Neubau nicht zu rechnen war. Damit begannen bereits 1878 die Bauarbeiten für die katholische Pfarrkirche St. Bernhard. Doch auch die evangelische Gemeinde baute 1889 schließlich ein neues Gotteshaus, das 1892 geweiht werden konnte.
Durch das plötzlich vorhandene Platzüberangebot verlor St. Michael mit dem Neubau der Evangelischen Stadtkirche seine Funktion. Trotzdem wurde der Bau weiter gepflegt und restauriert. Nach Ausgrabungen 1921 und Umgestaltungen des Innenraums 1938 fand 1956 richtete man das Schopfheimer Heimatmuseum in der Kirche ein. Das Museum zog in den 1970er Jahren in andere Räumlichkeiten, so dass das Gotteshaus nach Instandsetzungsarbeiten für kulturelle Anlässe und später sogar wieder für Gottesdienste diente.
Planungen in den 2010er Jahren sehen vor, die Ausstattung des Altars zu erneuern und die Chororgel zu restaurieren und sie in die Südkapelle zu versetzen, damit dadurch die Wandmalereien an der Chorostseite vollständig frei werden.

## Beschreibung

### Kirchenbau
Die Alte Stadtkirche Schopfheims befindet sich inmitten der Altstadt. Der Hauptbau besteht aus einem rechtwinkligen, Satteldach gedeckten Langhaus mit 28 Meter Länge und 11 Meter Breite, das an jeder Längsseite je vier spitzbogig zulaufende hohe Fenster besitzt. Im Osten ist ein wehrhafter Glockenturm mit quadratischem Grundriss angebaut. Der 33 Meter hohe Turm besitzt vom Boden bis zur Dachkante die für die Kirchen im Markgräflerland typische Eckquaderung und ist in drei unterschiedlich hohe Stockwerke untergliedert. Im oberen Geschoss weist er zu jeder Seite eine spitzbogige Klangarkade auf. Der Turm ist ebenfalls mit einem Satteldach in Richtung des Langhauses gedeckt. Im oberen Geschoss befinden sich über den Klangarkaden je ein Zifferblatt der Turmuhr mit lateinischer Beschriftung. Während an den großflächigen Giebelseiten über den Zifferblätter zwei kleine schießschartenartige Luken Platz finden, sind die Zifferblätter an den Seiten der Dachkante in kleinere ins Dach ragende gedeckte Giebel gedrungen platziert. Darüber befinden sich ebenfalls kleine Luken.
Eingangsportale befinden sich an der Südwest- und Nordwestseite sowie an der Westseite des südlichen Kapelle. Während über dem Südportal die Jahreszahl 1479 in gotischen Majuskeln über dem Rahmen eingemeißelt wurde steht dieselbe Jahreszahl im Nordportal in lateinischen Ziffern. An der Nordwand der Hölderlinkapelle befindet sich an der Außenseite eine blinde Tür mit den Initialen H.R. darüber. An Stellen von ehemaligen Türen wie auch der heutigen Türe sind kleine Weihwassernischen in die Wand eingehauen.
An der Westseite verzichtete man – hier verlief zur Bauzeit der Kirche die Stadtmauer – auf ein Portal. Lediglich eine Rosette schmückt diese Fassadenseite. Die original erhaltene Bausubstanz wird aus konservatorischen Gründen mit Fensterglas vor der Witterung geschützt.

### Innenraum und Ausstattung

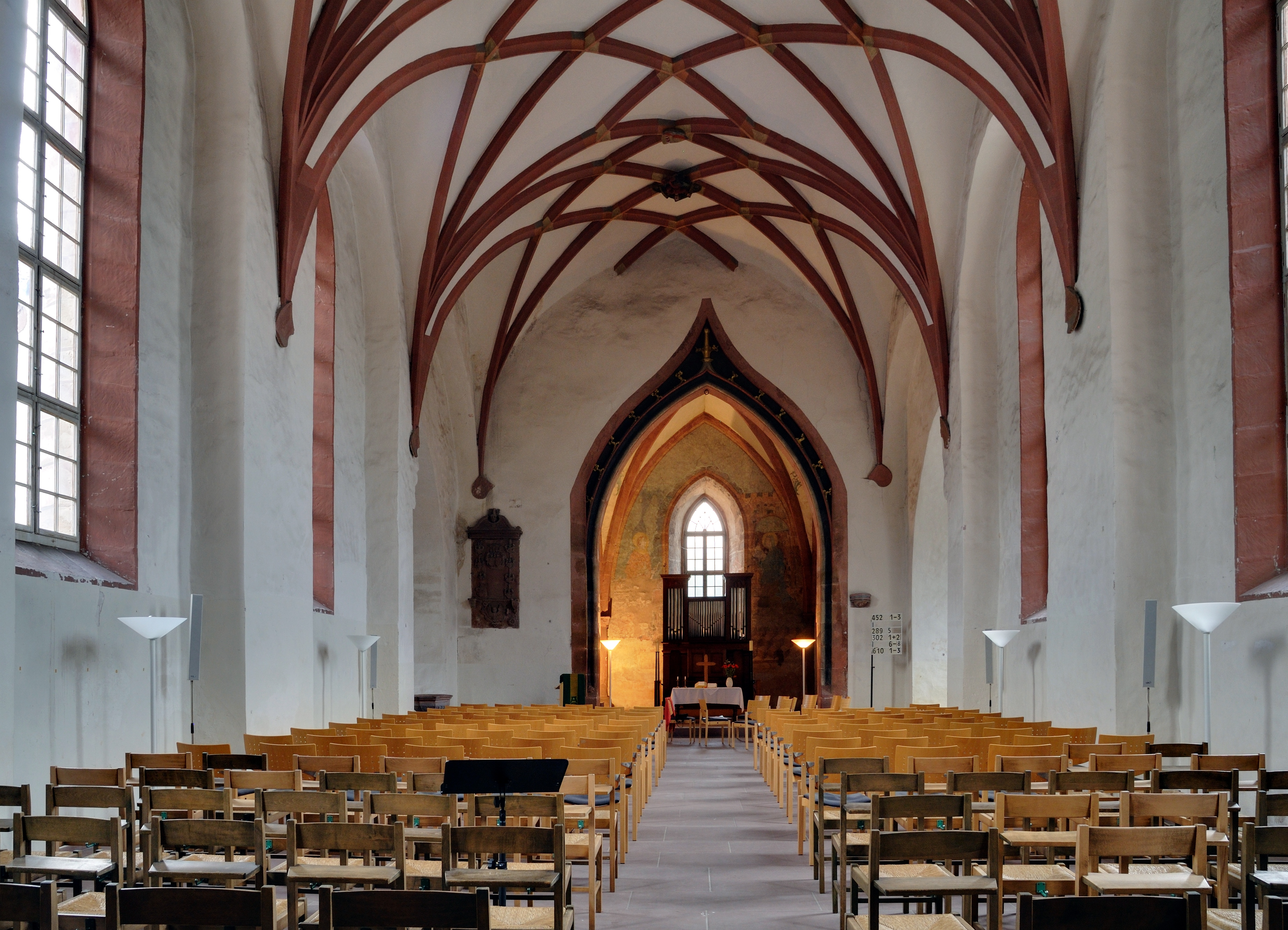
Kirchenschiff mit Blick zum Chor

Der Innenraum der einschiffigen, jedoch fünfjochigen Saalkirche ist einfach und hell gestaltet und wird architektonisch von einem Netzgewölbe in Parallelrippenführung dominiert. Damit hebt sich die Kirche von den meisten Markgräfler Kirchen hervor, die zumeist mit flachen Decken eingezogen sind. Die Gewölbedecke findet sich auch im Chor, der Sakristei und den beiden Kapellen. Die Rippen des Gewölbes bewegen sich in mehreren parallel verlaufenden Linien zur Stichkappe und zum übernächsten Gewölbeauflager, was etwa gleich große Rauten erzeugt. Im Chorscheitel befinden sich zwei Schlusssteine. Der erste zeigt den Kirchenpatron Michael mit Schwert und dem Teufel zu seinen Füßen; das zweite zeigt das Wappen des Bauherrn Rudolf IV. von Hachberg-Sausenberg.
Das Kirchenschiff ist durch die Verbreiterung nach Norden nicht mehr symmetrisch zur Chorachse. Der in der Turmhalle befindliche Chor mit quadratischem Grundriss ist wehrhaft ummauert. Der Zugang erfolgt über einen spitzbogigen, verzierten Triumphbogen. Rechts des Bogens befindet sich eine kleine, figürlich ausgestaltete Konsole. Sie zeigt ein weibliches Gesicht, die von einer Mondsichel umgebenden ist. Sie dürfte der Überrest einer während des Bildersturms zum Opfer gefallenen Mondsichelmadonna sein. Vom Chor führt eine Eisentüre mit Wappen Rudolf IV. zur Sakristei, eine kleinere Holztür daneben führt zum Turmaufgang.
Die Bestuhlung des Langhauses erfolgt über einzelne Stühle. Zwischen Hölderlinkapelle und Langhaus wurde der gotische Taufstein aufgestellt. Im Altarraum steht Gegenwärtig (September 2011) ein Altartisch aus Holz und ein Kanzelpult in einfacher Ausführung.

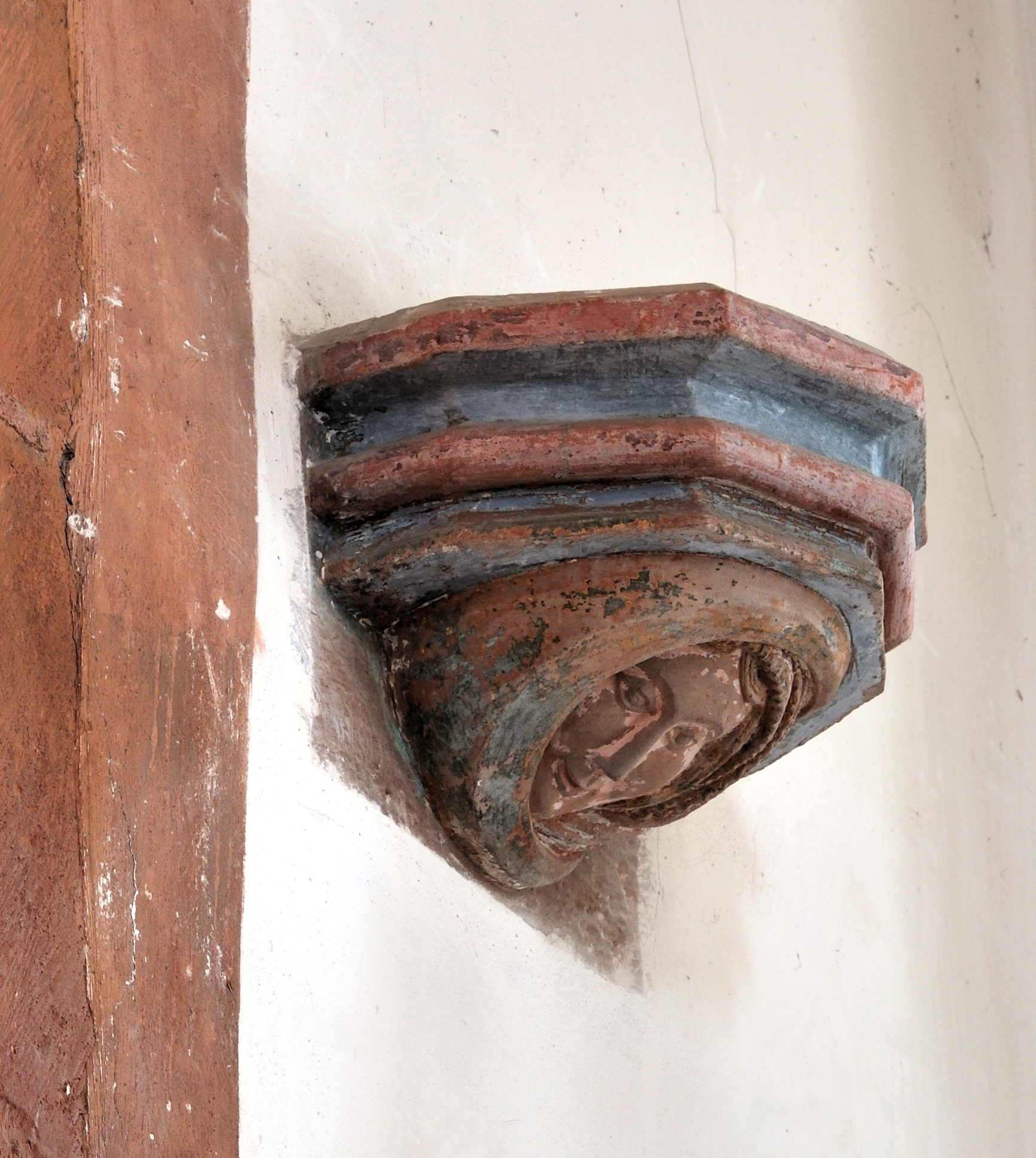
Mondsichelmadonna
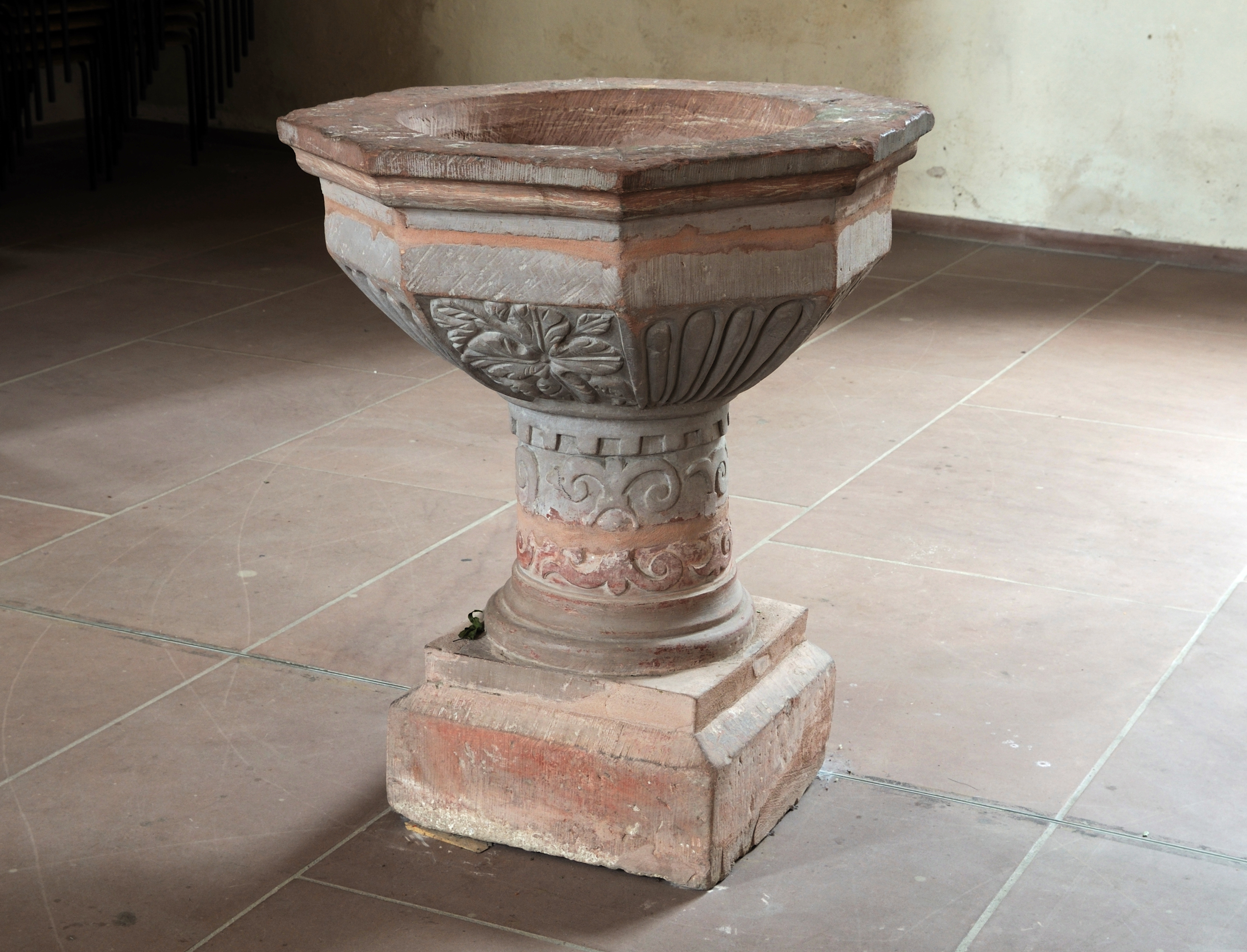
Taufstein
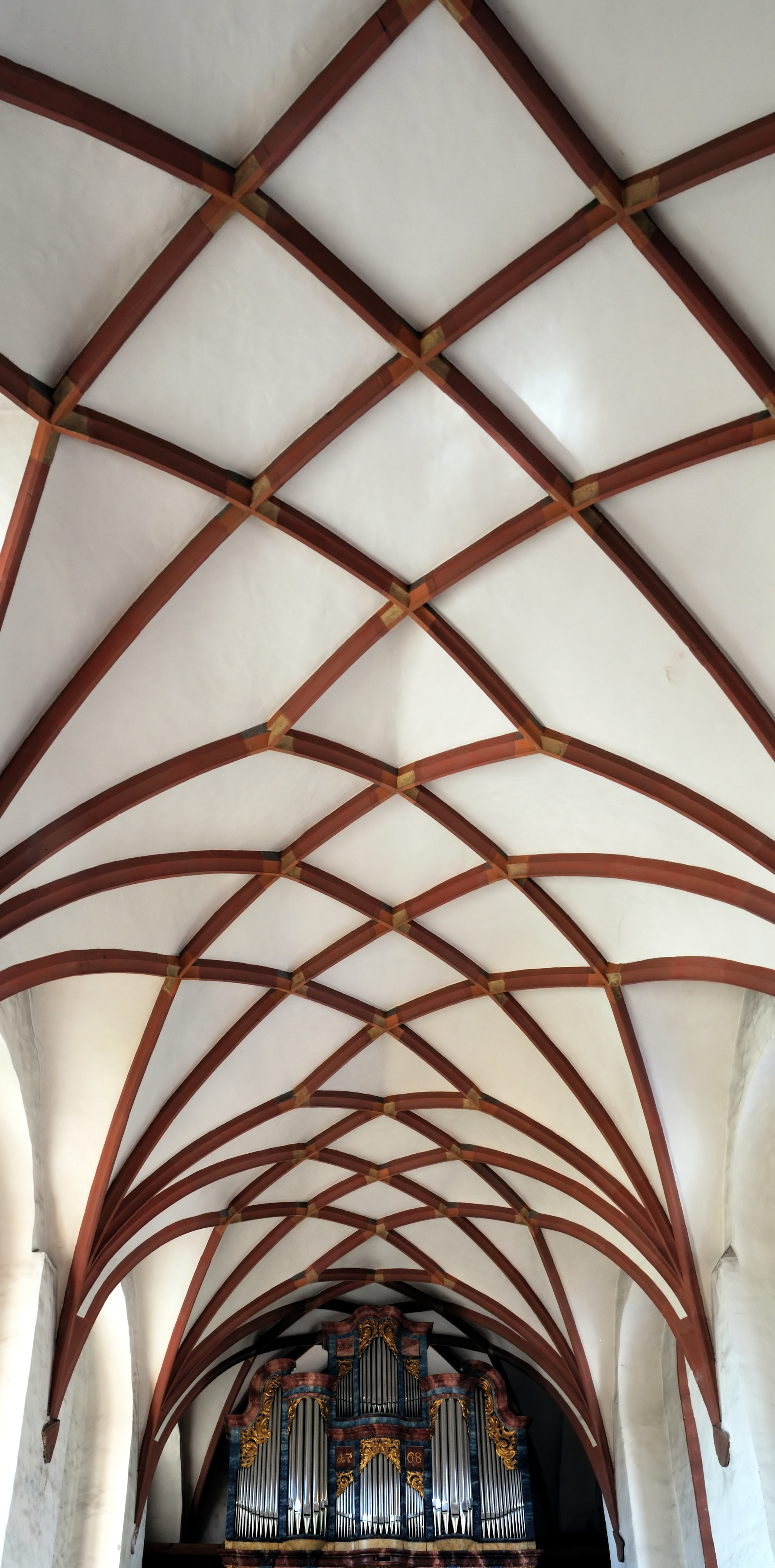
Deckengewölbe
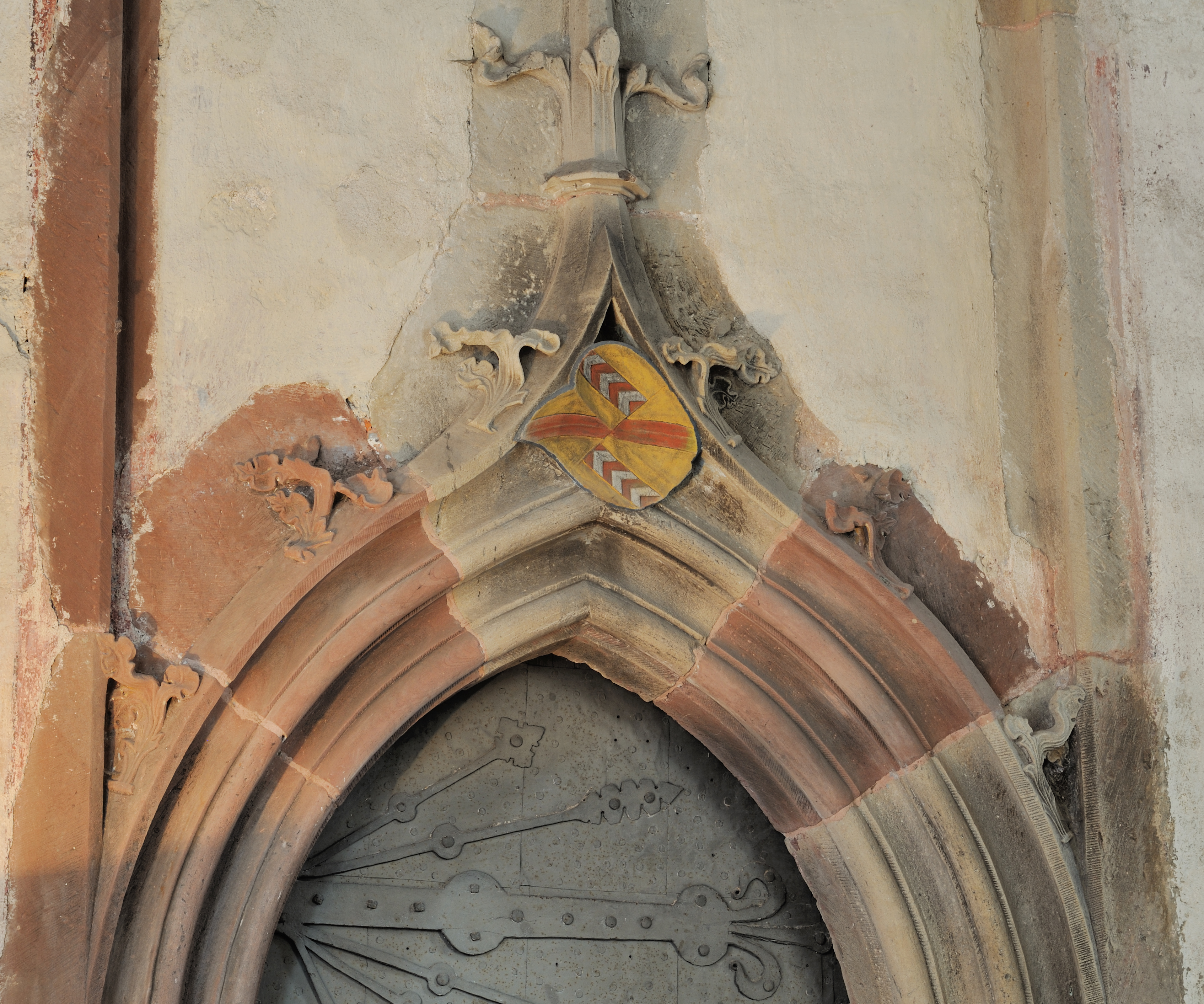
Wappen über Sakristeitüre

### Wandmalereien
Die gotischen Malereien der Michaelskirche sind in der sogenannten Seccotechnik hergestellt worden. Der Chor zeigt undeutliche Darstellungen in unterschiedlichen Erhaltungsgraden. Sie wurden 1940 und 1950 freigelegt und zeigen in der Leibung der Fenster Szenen aus dem Leben Jesu Christi mit den vier Stationen: Geburt Jesu mit der Darstellung Marias, die das Neugeborene hält und Josef mit Judenhut, Flucht nach Ägypten: Josef führt den Esel, auf dem Maria sitzt, Darstellung im Tempel: Simeon mit Jesuskind im Altar, Einzug in Jerusalem: Jesus reitet auf einem Esel und segnet die Einwohner, die ihn mit Palmzweigen empfangen. Die Darstellungen entstanden aus der Zeit um 1300 und verwenden hauptsächlich gedeckte Farben wie Ocker, Dunkelgrau und rötliches Ocker, die in schwarzen Konturen eingefasst sind. Ein räumlicher Eindruck ist fast nicht vorhanden. Stilistische Verwandtschaft wird mit der thurgauischen Landschlacht und mit Oberwinterthur gesehen. Eine weitere Malerei aus dieser Zeit wurde 1998 an der Südwand der Fahrnauer Kirche St. Agathe entdeckt. An der Chornordwand befinden sich Fragmente verschiedener Malereien, die im Einzelnen nicht mehr zuzuordnen sind.
Qualitativ besser erhalten sind die Darstellungen in der Nordkapelle der Michaeliskirche; sie stammen allerdings aus verschiedenen Perioden. Ein Bild aus der Zeit um 1440 zeigt den heiligen Martin, der den Bettler seinen Mantel spendet. Die verwendeten Farben sind umfangreicher als im Chor und die Darstellung wirkt plastischer. Etwas schlechter erhalten ist die Szene rechts davon: sie zeigt das Martyrium des heiligen Sebastian mit einer Tafel darunter, welche die Inschrift zalt mccccli (1451) trägt. Während man den auf Sebastian gerichteten Bogen noch erkennt, lässt sich der Schütze aus der Darstellung nicht mehr erkennen. Da die Tafel teilweise die Malerei überdeckt geht man auch bei diesem Bild davon aus, dass es um 1440 entstanden ist. Da der Basler Maler Hans Stocker zu dieser Zeit in Schopfheim tätig gewesen war, könnte er der Meister dieser Bilder gewesen sein.
Eine weitere Darstellung der Nordkapelle ist die der drei Heiligen an der Ostwand. Während die rechte Figur als Johannes mit Kelch und Buch und die mittlere als Barbara mit Kelch und Kirchengebäude eindeutig identifizierbar sind, bleibt die Deutung der linken Figur unklar. Im oberen Bereich nimmt der Erhaltungszustand der Malerei ab. Dennoch erkennt man ein T-förmiges Kreuz mit Korpus, Maria, Johannes, eine Figur die als Kaiser Heraklios gedeutet wird und eine weitere weitgehend zerstörte Figur. Diese Szene, die etwa um 1470 entstand, reichte ursprünglich bis zur Flachdecke – sie ist durch einen horizontalen, rötlichen Strich gekennzeichnet. Die Gewölbedecke kam erst um 1480 hinzu.

### Epitaphe

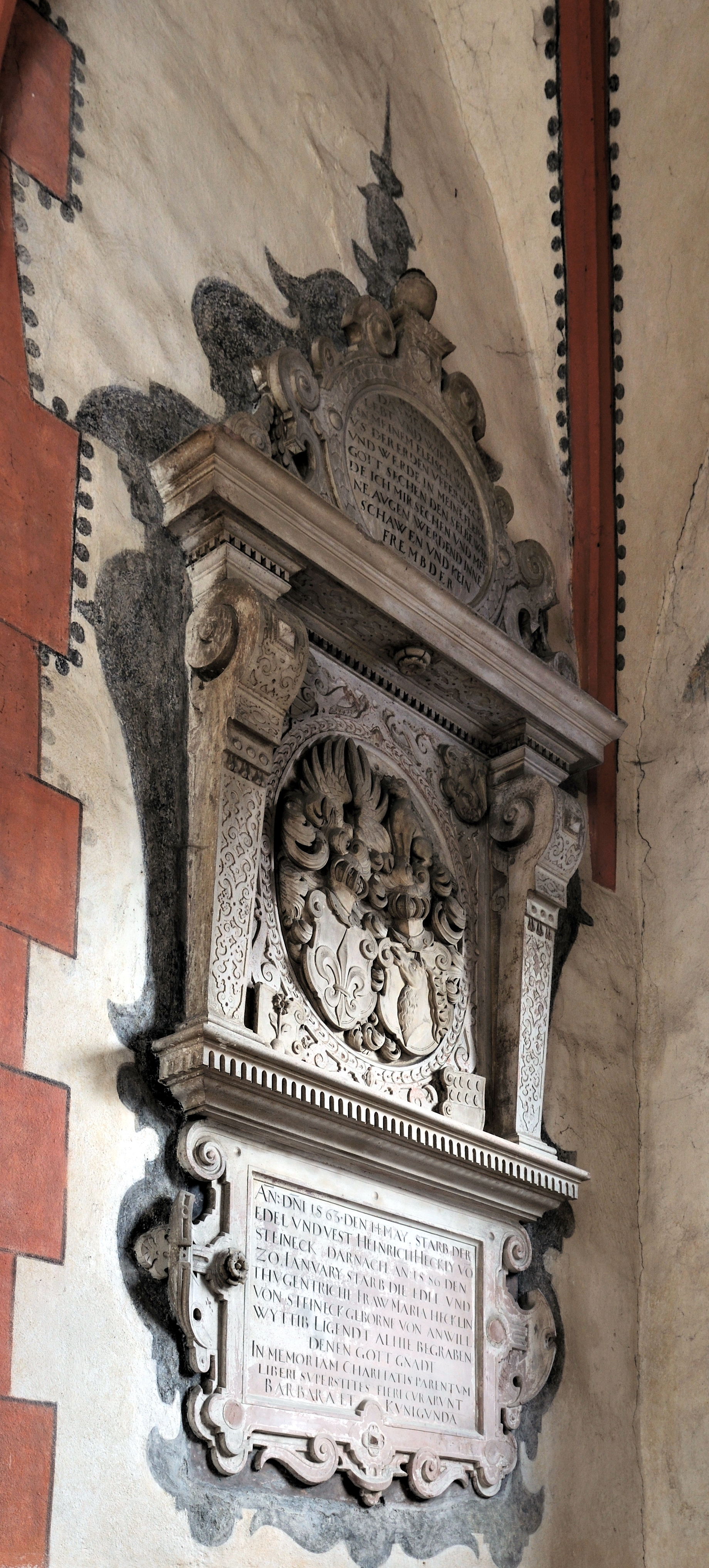
Epitaph in der Höcklinkapelle

An der Außenseite neben dem Südportal erinnert ein Epitaph an Sophia Margaretha Pauli († 12. Januar 1681), der Tochter des Pfarrers Pauli. Zwei kaum lesbare Grabtafeln befinden sich an der Nordwand des Langhauses für den Stadtschreiber und Schulmeister († 1705) und der Westwand der Kapelle für Samuel Erhart († 1660) und seine Frau.
Im Langhaus befinden sich mehrere Epitaphe. An der Ostwand erinnert links neben dem Triumphbogen eine Platte an Hans Adolf von Rockenbach († 26. Oktober 1605) und seine Ehefrau Maria. An der Westwand hängt eine Grabplatte für ein Kind: J. M. Dresler († 1669). Die Ostwand der Nordkapelle trägt die Grabplatten von Frau Richart Höcklin von Steineck, geb. von Pfirt († 16. April 1582) sowie Heinrich Heckly von Steineck († 14. Mai 1563) und seiner Ehefrau Maria Heckling von Steineck, geb. von Anwil († 20. Januar 1586). In der Südkapelle erinnern Epitaphe an Friedrich Gutt († 16. März 1595) und seine Frau Anna Gutt (Gütte), geb. Haller von Hallerstein († 24. Dezember 1599), Hans Ottmar von Roggenbach und seine Frau Claranna von Roggenbach, geb. Krotzingen († nach 1500). In der Sakristei befinden sich Grabplatten zum Pfarrer Jacob Christoph Zandt († 6. Mai 1748), Pfarrer Samuel Brothag († 26. Dezember 1671) und Pfarrer Melchior Ebel († 1. März 1709). Von vier weiteren Tafeln sind nur noch Bruchstücke enthalten. Weitere Epitaphe, teilweise erst in der zweiten Hälfte des 20. Jahrhunderts gefunden, wurden 1983 in das benachbarte Heimatmuseum abgegeben.

### Glocken
Von den ursprünglich zwei Glocken hängt im Kirchturm nur noch eine. Es handelt sich um eine 1686 von Jakob Roth und Hans-Heinrich Weitenauer aus Basel gegossene Glocke, die auf den Schlagton a′ gestimmt ist.

### Orgeln
Eine Orgel wurde 1769 der Evangelischen Kirche in Hausen im Wiesental verkauft. Gegenwärtig befinden sich in der Alten Stadtkirche zwei Orgeln. Die ältere wurde in den Jahren 1766 bis 1768 vom Orgelbaumeister Georg Marcus Stein mit 22 Registern, zwei Manualen und einem Pedal erbaut und auf die Westempore gestellt. Das heute denkmalgeschützte Instrument mit mechanischer Spiel- und Registertraktur weist deutliche Züge von klassischen französischen Barockorgeln auf. Sowohl Prospekt mit Schleierwerk, Windladen sowie Trakturen sind original erhalten.
Ihre Disposition lautet:
| II Hauptwerk C–d3 |    |
| Principal         | 8′ |
| Groß Gedeckt      | 8′ |
| Quintathön        | 8′ |
| Viol di Gamba     | 8′ |
| Octav             | 4′ |
| Flöth offen       | 4′ |
| Quint             | 3′ |
| Super Octav       | 2′ |
| Mixtur IV         | 2′ |
| Cornet V D        |    |
| Trompete          | 8′ |

| I Positiv C–d3   |    |
| Principal        | 4′ |
| Waldflöte        | 8′ |
| Rohrflöte        | 4′ |
| Flagenett        | 2′ |
| Cornet V D       |    |
| Vox humana       | 8′ |
| Trompete (ab g0) | 8′ |

| Pedalwerk C–d1 |     |
| Subbass        | 16′ |
| Octavbass      | 8′  |
| Violoncello    | 8′  |
| Fagott         | 8′  |

- Tremulant, 2 Koppeln

Anmerkungen
1. 1 2  Holz
2. ↑  im Prospekt

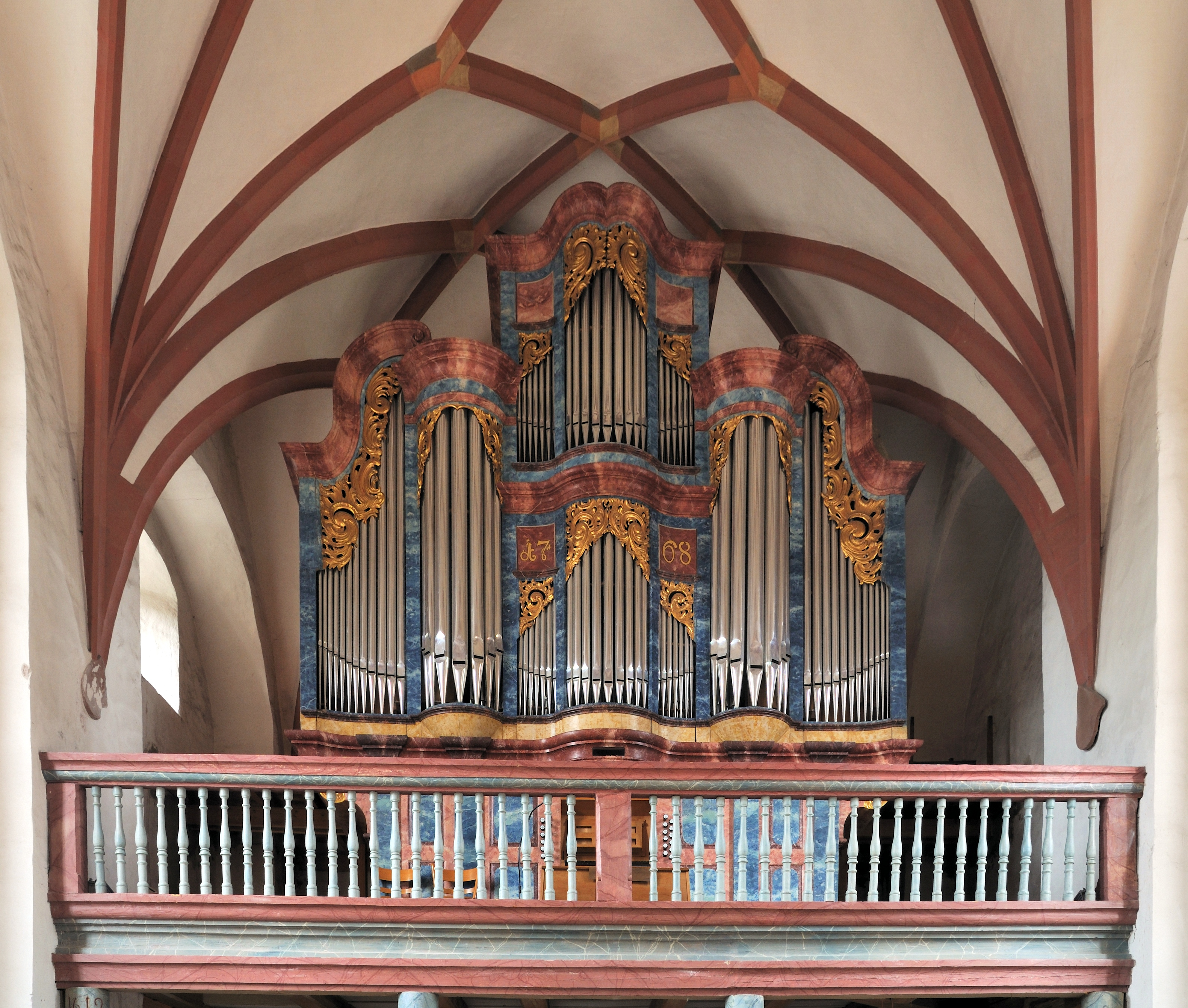
Stein-Orgel

Die jüngere Orgel wurde 1828 bis 1830 von Franz Joseph Merklin (1766–1856), dem Vater von Joseph Merklin, mit sechs Registern, einem Manual und einem angehängten Pedal erbaut. Die kleinere Chororgel gilt als klangliche Kostbarkeit in Baden und wurde erst Anfang der 1960er Jahre von der Kirche in Kleinkems nach Schopfheim überführt.
Sie verfügt über folgende Disposition:

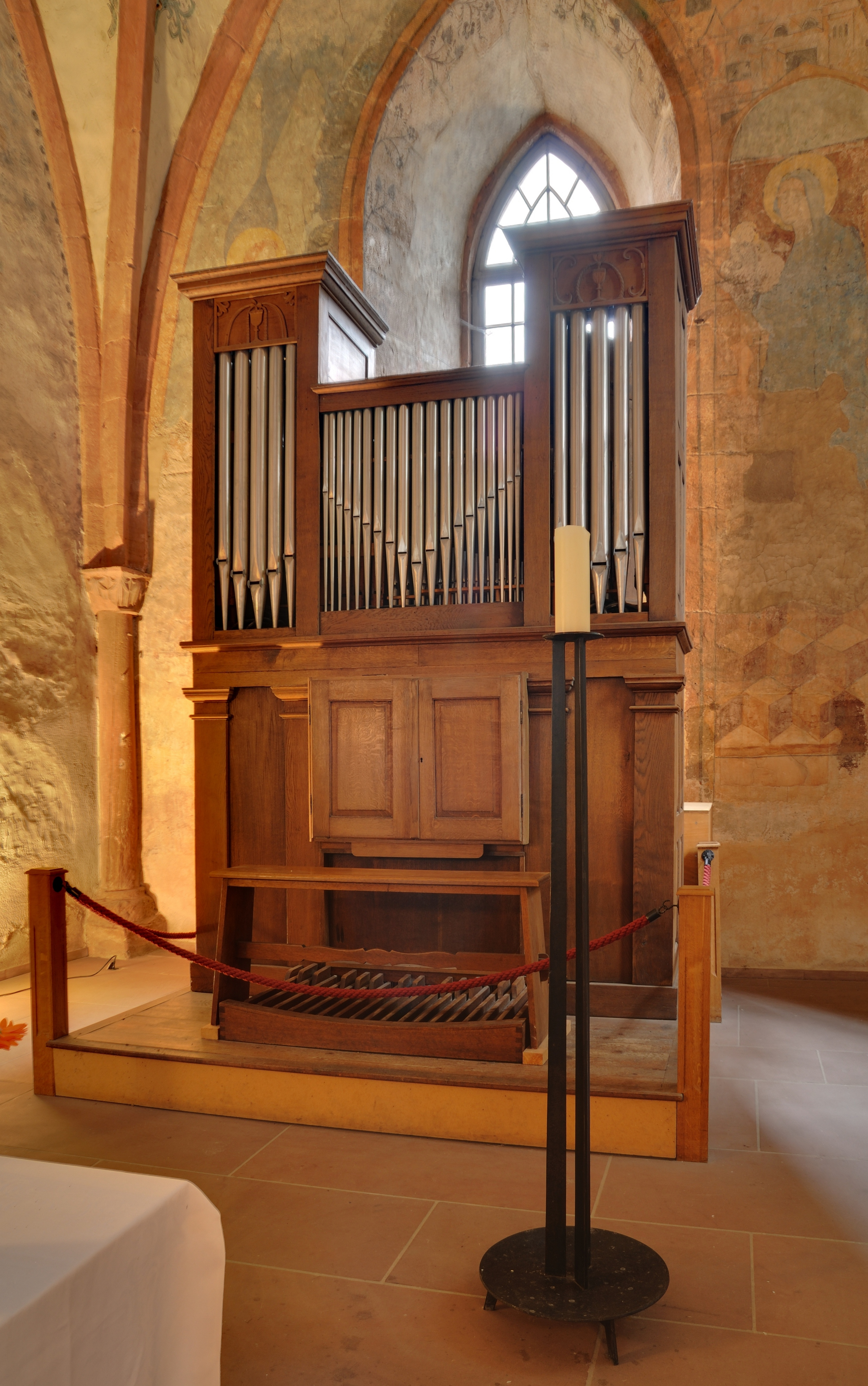
Chororgel

| Manual C–f3    |       |
| Gedackt        | 8′    |
| Praestant      | 4′    |
| Flöte          | 4′    |
| Octav          | 2′    |
| Larigot        | 1 ⁄3′ |
| Fourniture III |       |
| Tremolo        |       |

| Pedal C–f |
| Angehängt |